# Cumberland Hill
Cumberland Hill – jednostka osadnicza w Stanach Zjednoczonych, w stanie Rhode Island, w hrabstwie Providence, położona nad rzeką Blackstone.